# باول كونراد
باول كونراد (بالإنجليزية: Paul Conrad)‏ هو مؤلف وصحفي وكاتب أمريكي، ولد في 27 يونيو 1924 في سيدار رابيدز في الولايات المتحدة، وتوفي في 4 سبتمبر 2010 في رانتشو بالوس فيرديس في الولايات المتحدة.

## وصلات خارجية
- باول كونراد على موقع إن إن دي بي (الإنجليزية)